# 駄目になった王国
『駄目になった王国』（だめになったおうこく）は、村上春樹の短編小説。

## 概要
| 初出   | 『トレフル』1982年12月号                |
| 単行本 | 『カンガルー日和』（平凡社、1983年9月） |

## あらすじ
駄目になった王国の裏手には小川が流れ、魚もいっぱい住んでいた。魚たちは王国が駄目になろうがどうしようが関係ないと考えて暮らしている。「僕」は小川で足を洗った。小川からは駄目になった王国の城壁と尖塔が見えた。
赤坂近くのホテルのプールサイドで本を読んでいたとき、隣りのデッキ・チェアに座っているのがＱ氏であることに「僕」は気がついた。Ｑ氏は大学時代の友だちで、その頃「僕」が住んでいたアパートの隣りの部屋に住んでいた。「僕」の570倍くらいハンサムで、性格も良い。服装の好みはとても良く、スポーツ・マンである。なかなか上手いピアノも弾く。
プールはとても静かだったので、Ｑ氏と連れの女の子の話はいやでも耳に入ってきた。Ｑ氏はテレビ局か何かのディレクターのような職についていて、女の方は歌手か俳優のようだった。女は番組をはずされることになり、現場の直接の責任者であるＱ氏にそれを宣告する役目がまわってきたということらしい。
女はＱ氏が持ってきたコーラの紙コップをＱ氏にめがけて投げつけた。コカ・コーラの3分の2はＱ氏にかかり、残りの3分の1が「僕」にかかった。